# Reynald Pedros
Reynald Pedros (Orléans, 10 ottobre 1971) è un allenatore di calcio ed ex calciatore francese, di ruolo centrocampista.

## Carriera

### Calciatore

#### Club
Di origini portoghesi, Pedros inizia la sua carriera con il Nantes, di cui diventa ben presto uno dei cardini. Le buone prestazioni convincono l'Olympique Marsiglia ad acquistare il suo cartellino nel luglio del 1996.
Nel gennaio del 1997 sbarca in Italia quando viene acquistato dal Parma per 6,5 miliardi di lire.
La stagione successiva è girato in prestito al Napoli, ma dopo appena tre apparizioni in campionato, il 5 novembre 1997 si trasferisce all'Olympique Lione. Tornato a Parma l'estate successiva trascorre l'intero campionato in panchina, non collezionando neppure una presenza.
La stagione seguente viene acquistato dal Montpellier, per poi trasferirsi al Tolosa e al Bastia. Chiude col calcio giocato nel 2008, dopo diverse stagioni tra i dilettanti.

#### Nazionale
Durante la permanenza nel Nantes ottiene complessivamente 25 presenze e 4 reti in Nazionale, partecipando anche a Euro 1996, in cui sbaglia il tiro decisivo dei calci di rigore in semifinale contro la Repubblica Ceca. Da lì in poi giocò altre 3 partite nel 1996 in amichevole, l'ultima di queste contro la Danimarca il 9 novembre dello stesso anno (persa per 1-0), per poi non venire più convocato.

### Allenatore
Dopo aver allenato nelle serie inferiori del campionato francese di calcio, il 20 maggio 2017 è stato nominato allenatore della sezione femminile dell'Olympique Lione, squadra dominatrice della Division 1 Féminine, massima serie del campionato francese di calcio femminile. Con la società lionese ha vinto alla prima stagione il campionato e la UEFA Champions League, ripetendosi nella stagione successiva con il treble campionato-Coppa di Francia-Champions League.

## Statistiche

### Presenze e reti nei club
Statistiche aggiornate al termine della carriera.
| Stagione                 | Squadra                  | Campionato               | Campionato | Campionato | Coppe nazionali | Coppe nazionali | Coppe nazionali | Coppe continentali | Coppe continentali | Coppe continentali | Altre coppe | Altre coppe | Altre coppe | Totale | Totale | Totale |
| Stagione                 | Squadra                  | Comp                     | Pres       | Reti       | Comp            | Pres            | Reti            | Comp               | Pres               | Reti               | Comp        | Pres        | Reti        | Pres   | Reti   |        |
| ------------------------ | ------------------------ | ------------------------ | ---------- | ---------- | --------------- | --------------- | --------------- | ------------------ | ------------------ | ------------------ | ----------- | ----------- | ----------- | ------ | ------ | ------ |
| 1987-1988                | Nantes 2                 | D3                       | 1          | 0          | -               | -               | -               | -                  | -                  | -                  | -           | -           | -           | 1      | 0      |        |
| 1988-1989                | Nantes 2                 | D3                       | 6          | 2          | -               | -               | -               | -                  | -                  | -                  | -           | -           | -           | 6      | 2      |        |
| 1989-1990                | Nantes 2                 | D3                       | 24         | 3          | -               | -               | -               | -                  | -                  | -                  | -           | -           | -           | 24     | 3      |        |
| 1990-1991                | Nantes 2                 | D3                       | 21         | 3          | -               | -               | -               | -                  | -                  | -                  | -           | -           | -           | 21     | 3      |        |
| 1991-1992                | Nantes 2                 | D3                       | 18         | 3          | -               | -               | -               | -                  | -                  | -                  | -           | -           | -           | 18     | 3      |        |
| Totale Nantes 2          | Totale Nantes 2          | Totale Nantes 2          | 70         | 11         |                 | -               | -               |                    | -                  | -                  |             | -           | -           | 70     | 11     |        |
| 1990-1991                | Nantes-Atlantique        | D1                       | 5          | 0          | CF              | 0               | 0               | -                  | -                  | -                  | -           | -           | -           | 5      | 0      |        |
| 1991-1992                | Nantes-Atlantique        | D1                       | 7          | 1          | CF              | 0               | 0               | -                  | -                  | -                  | -           | -           | -           | 7      | 1      |        |
| 1992-1993                | Nantes-Atlantique        | D1                       | 37         | 3          | CF              | 6               | 5               | -                  | -                  | -                  | -           | -           | -           | 43     | 8      |        |
| 1993-1994                | Nantes-Atlantique        | D1                       | 37         | 4          | CF              | 4               | 1               | CU                 | 2                  | 1                  | -           | -           | -           | 43     | 6      |        |
| 1994-1995                | Nantes-Atlantique        | D1                       | 32         | 5          | CF+CdL          | 3+1             | 1+0             | CU                 | -                  | -                  | -           | -           | -           | 36     | 6      |        |
| 1995-1996                | Nantes-Atlantique        | D1                       | 34         | 7          | CF+CdL          | 1+1             | 1+0             | UCL                | 5                  | 3                  | SF          | 1           | 0           | 42     | 11     |        |
| Totale Nantes-Atlantique | Totale Nantes-Atlantique | Totale Nantes-Atlantique | 152        | 20         |                 | 16              | 8               |                    | 7                  | 4                  |             | 1           | 0           | 175    | 32     |        |
| 1996-gen. 1997           | Olympique Marsiglia      | D1                       | 23         | 0          | CF+CdL          | 0+2             | 0+1             | -                  | -                  | -                  | -           | -           | -           | 25     | 1      |        |
| gen.-giu. 1997           | Parma                    | A                        | 4          | 0          | CI              | -               | -               | CU                 | -                  | -                  | -           | -           | -           | 4      | 0      |        |
| lug.-set. 1997           | Parma                    | A                        | 1          | 0          | CI              | 1               | 0               | UCL                | 2                  | 1                  | -           | -           | -           | 4      | 1      |        |
| set.-nov. 1997           | Napoli                   | A                        | 3          | 0          | CI              | 1               | 0               | -                  | -                  | -                  | -           | -           | -           | 4      | 0      |        |
| nov. 1997-1998           | Olympique Lione          | D1                       | 15         | 2          | CF+CdL          | 5+1             | 0               | -                  | -                  | -                  | -           | -           | -           | 21     | 2      |        |
| 1998-1999                | Parma                    | A                        | 0          | 0          | CI              | 0               | 0               | CU                 | 0                  | 0                  | -           | -           | -           | 0      | 0      |        |
| Totale Parma             | Totale Parma             | Totale Parma             | 5          | 0          |                 | 1               | 0               |                    | 2                  | 1                  |             | -           | -           | 8      | 1      |        |
| 1999-2000                | Montpellier              | D1                       | 4          | 0          | CF+CdL          | 0+2             | 0               | Int+CU             | 0                  | 0                  | -           | -           | -           | 6      | 0      |        |
| 2000-2001                | Tolosa                   | D1                       | 8          | 1          | CF+CdL          | 1+0             | 0               | -                  | -                  | -                  | -           | -           | -           | 9      | 1      |        |
| 2001-2002                | Bastia                   | D1                       | 5          | 0          | CF+CdL          | 0               | 0               | Int                | 1                  | 0                  | -           | -           | -           | 6      | 0      |        |
| 2002-2003                | Bastia                   | L1                       | 10         | 0          | CF+CdL          | 0               | 0               | -                  | -                  | -                  | -           | -           | -           | 10     | 0      |        |
| Totale Bastia            | Totale Bastia            | Totale Bastia            | 15         | 0          |                 | 0               | 0               |                    | 1                  | 0                  |             | -           | -           | 16     | 0      |        |
| 2004-2005                | Imphy Decize             | CFA2                     | ?          | ?          | -               | -               | -               | -                  | -                  | -                  | -           | -           | -           | ?      | ?      |        |
| 2005-2006                | Imphy Decize             | CFA2                     | ?          | ?          | -               | -               | -               | -                  | -                  | -                  | -           | -           | -           | ?      | ?      |        |
| Totale Imphy Decize      | Totale Imphy Decize      | Totale Imphy Decize      | ?          | ?          |                 | -               | -               |                    | -                  | -                  |             | -           | -           | ?      | ?      |        |
| 2006-2007                | Imphy Decize             | Reg                      | ?          | ?          | -               | -               | -               | -                  | -                  | -                  | -           | -           | -           | ?      | ?      |        |
| 2007-2008                | Baulmes                  | 1L                       | 11         | 1          | CS              | 2               | 0               | -                  | -                  | -                  | -           | -           | -           | 13     | 1      |        |
| 2008-2009                | Baulmes                  | 1L                       | 1          | 0          | CS              | 0               | 0               | -                  | -                  | -                  | -           | -           | -           | 1      | 0      |        |
| Totale Baulmes           | Totale Baulmes           | Totale Baulmes           | 12         | 1          |                 | 2               | 0               |                    | -                  | -                  |             | -           | -           | 14     | 1      |        |
| Totale carriera          | Totale carriera          | Totale carriera          | 307+       | 35+        |                 | 31              | 9               |                    | 10                 | 5                  |             | -           | -           | 348+   | 49+    |        |

### Cronologia presenze e reti in Nazionale
| Cronologia completa delle presenze e delle reti in nazionale ― Francia | Cronologia completa delle presenze e delle reti in nazionale ― Francia | Cronologia completa delle presenze e delle reti in nazionale ― Francia | Cronologia completa delle presenze e delle reti in nazionale ― Francia | Cronologia completa delle presenze e delle reti in nazionale ― Francia | Cronologia completa delle presenze e delle reti in nazionale ― Francia | Cronologia completa delle presenze e delle reti in nazionale ― Francia | Cronologia completa delle presenze e delle reti in nazionale ― Francia |
| Data                                                                   | Città                                                                  | In casa                                                                | Risultato                                                              | Ospiti                                                                 | Competizione                                                           | Reti                                                                   | Note                                                                   |
| ---------------------------------------------------------------------- | ---------------------------------------------------------------------- | ---------------------------------------------------------------------- | ---------------------------------------------------------------------- | ---------------------------------------------------------------------- | ---------------------------------------------------------------------- | ---------------------------------------------------------------------- | ---------------------------------------------------------------------- |
| 28-7-1993                                                              | Cannes                                                                 | Francia                                                                | 3 – 1                                                                  | Russia                                                                 | Amichevole                                                             | -                                                                      | 85’                                                                    |
| 22-8-1993                                                              | Solna                                                                  | Svezia                                                                 | 1 – 1                                                                  | Francia                                                                | Qual. Mondiali 1994                                                    | -                                                                      | 80’                                                                    |
| 8-9-1993                                                               | Tempere                                                                | Finlandia                                                              | 0 – 2                                                                  | Francia                                                                | Qual. Mondiali 1994                                                    | -                                                                      | 72’                                                                    |
| 17-11-1993                                                             | Parigi                                                                 | Francia                                                                | 1 – 2                                                                  | Bulgaria                                                               | Qual. Mondiali 1994                                                    | -                                                                      |                                                                        |
| 26-5-1994                                                              | Kōbe                                                                   | Francia                                                                | 1 – 0                                                                  | Australia                                                              | Kirin Cup 1994                                                         | -                                                                      | 74’                                                                    |
| 7-9-1994                                                               | Bratislava                                                             | Slovacchia                                                             | 0 – 0                                                                  | Francia                                                                | Qual. Euro 1996                                                        | -                                                                      | 63’                                                                    |
| 8-10-1994                                                              | Saint-Étienne                                                          | Francia                                                                | 0 – 0                                                                  | Romania                                                                | Qual. Euro 1996                                                        | -                                                                      |                                                                        |
| 16-11-1994                                                             | Zabrze                                                                 | Polonia                                                                | 0 – 0                                                                  | Francia                                                                | Qual. Euro 1996                                                        | -                                                                      | 27’                                                                    |
| 13-12-1994                                                             | Trebisonda                                                             | Azerbaigian                                                            | 0 – 2                                                                  | Francia                                                                | Qual. Euro 1996                                                        | -                                                                      | 76’                                                                    |
| 18-1-1995                                                              | Utrecht                                                                | Paesi Bassi                                                            | 0 – 1                                                                  | Francia                                                                | Amichevole                                                             | -                                                                      |                                                                        |
| 29-3-1995                                                              | Ramat Gan                                                              | Israele                                                                | 0 – 0                                                                  | Francia                                                                | Qual. Euro 1996                                                        | -                                                                      |                                                                        |
| 22-7-1995                                                              | Oslo                                                                   | Norvegia                                                               | 0 – 0                                                                  | Francia                                                                | Amichevole                                                             | -                                                                      |                                                                        |
| 16-8-1995                                                              | Parigi                                                                 | Francia                                                                | 1 – 1                                                                  | Polonia                                                                | Qual. Euro 1996                                                        | -                                                                      | 64’                                                                    |
| 6-9-1995                                                               | Auxerre                                                                | Francia                                                                | 10 – 0                                                                 | Azerbaigian                                                            | Qual. Euro 1996                                                        | 1                                                                      | 66’                                                                    |
| 24-1-1996                                                              | Parigi                                                                 | Francia                                                                | 3 – 2                                                                  | Portogallo                                                             | Amichevole                                                             | 1                                                                      | 46’                                                                    |
| 21-2-1996                                                              | Nîmes                                                                  | Francia                                                                | 3 – 1                                                                  | Grecia                                                                 | Amichevole                                                             | -                                                                      |                                                                        |
| 27-3-1996                                                              | Bruxelles                                                              | Belgio                                                                 | 0 – 2                                                                  | Francia                                                                | Amichevole                                                             | -                                                                      | 72’                                                                    |
| 29-5-1996                                                              | Strasburgo                                                             | Francia                                                                | 2 – 1                                                                  | Finlandia                                                              | Amichevole                                                             | 1                                                                      |                                                                        |
| 1-6-1996                                                               | Stoccarda                                                              | Germania                                                               | 0 – 1                                                                  | Francia                                                                | Amichevole                                                             | -                                                                      | 72’                                                                    |
| 18-6-1996                                                              | Newcastle upon Tyne                                                    | Bulgaria                                                               | 1 – 3                                                                  | Francia                                                                | Euro 1996 - 1º turno                                                   | -                                                                      | 62’                                                                    |
| 22-6-1996                                                              | Liverpool                                                              | Francia                                                                | 0 – 0 dts (5 – 4 dtr)                                                  | Paesi Bassi                                                            | Euro 1996 - Quarti di finale                                           | -                                                                      | 80’                                                                    |
| 26-6-1996                                                              | Manchester                                                             | Rep. Ceca                                                              | 0 – 0 dts (6 – 5 dtr)                                                  | Francia                                                                | Euro 1996 - Semifinale                                                 | -                                                                      | 60’                                                                    |
| 31-8-1996                                                              | Parigi                                                                 | Francia                                                                | 2 – 0                                                                  | Messico                                                                | Amichevole                                                             | -                                                                      | 46’                                                                    |
| 9-10-1996                                                              | Parigi                                                                 | Francia                                                                | 4 – 0                                                                  | Turchia                                                                | Amichevole                                                             | 1                                                                      | 66’                                                                    |
| 9-11-1996                                                              | Copenaghen                                                             | Danimarca                                                              | 1 – 0                                                                  | Francia                                                                | Amichevole                                                             | -                                                                      | 46’                                                                    |
| Totale                                                                 |                                                                        | Presenze                                                               | 25                                                                     |                                                                        | Reti                                                                   | 4                                                                      |                                                                        |

## Palmarès

### Calciatore
- Campionato francese: 1

Nantes: 1994-1995

### Allenatore

#### Club
- Campionato francese: 2

Olympique Lione: 2017-2018, 2018-2019
- Coppa di Francia: 1

Olympique Lione: 2018-2019
- UEFA Women's Champions League: 2

Olympique Lione: 2017-2018, 2018-2019

#### Individuale
- The Best FIFA Women's Coach: 1

2018